# 서다혜
서다혜(1990년 9월 30일 ~ )는 대한민국의 성우로, 2015년 KBS 공채 40기로 입사했다.

## 출연작

### 애니메이션
- 더 프린세스: 도둑맞은 공주 - 니나
- 반짝반짝 해피★ 열려라! 코코밍 (디즈니 채널) - 루루밍
- 숲 속 친구 스토니즈 (KBS 1TV) - 송이
- 댕댕 어드벤처(KBS) - 레오

### 외화
- 경감 메그레 시즌 2(KBS) - 알레트(올비아 바이널) / 베티(니케 쿠르타)
- 디셉션(KBS) - 비비안(크리스틴 고)

### 라디오 드라마

##### KBS 무대(KBS 한민족방송)
- 2015.02.21 <통화> - 반장
- 2015.02.28 <봄,재규어,키스> - 수경
- 2015.05.09 <아버지의 이름> - 레스토랑 종업원
- 2015.05.23 <껌 뱉지 맙시다> - 아들
- 2015.05.30 <엄마를 찾아줘> - 은별
- 2015.07.11 <여자 없는 남자들> - 손님 2
- 2015.07.25 <두번의 살인> - 판희섭
- 2015.08.08 <금혼식> - 소영
- 2015.08.22 <세상은 요지경> - 아가씨
- 2015.09.12 <별일 없이 산다> - 다혜
- 2015.09.19 <사랑을 연결합니다> - 학생 2
- 2015.10.17 <맞아야 사는 남자,때려야 사는 남자> - 간호사
- 2015.11.14 <만삭의 세입자> - 간호사
- 2015.12.05 <울 아빠는 아이돌> - 학생 2
- 2015.12.12 <카페라떼의 여자> - 연하녀
- 2015.12.19 <몸 빌려주는 남자> - 귀신 6/남자 아이
- 2016.01.09 <사생결단,미스김 사건> - 양실장
- 2016.01.23 <지족의 사랑> - 영선의 몸종
- 2016.02.06 <금쪽같은 웬수> - 승규
- 2016.02.13 <이리온,리우> - 안내
- 2016.02.20 <어느 곳에나 있는 남자> - 직원 2
- 2016.03.05 <재원이는 1학년> - 재익
- 2016.03.12 <곡예사의 첫사랑> - 간호사
- 2016.03.26 <위층 남자> - 점원
- 2016.04.02 <엘리트 학원 구하기> - 전지연
- 2016.04.23 <삼개월:나만의 그대> - 어린 정인
- 2016.04.30 <아르바론 몬살리나> - 안정연
- 2016.05.14 <어머니와 아들> - 어린 동우
- 2016.05.21 <바밤 풍,바람 풍> - 승진
- 2016.05.28 <폭식을 멈추는 0번째 방법> - 회원 1
- 2016.06.04 <나는 꿈꾸었다> - 어린 형욱
- 2016.06.25 <뉴스를 돌려들립니다> - 피디
- 2016.07.16 <관계자 출입금지> - 호준
- 2016.08.13 <알파준> - 민우
- 2016.09.03 <오버 더 힐 파티> - 정랑
- 2016.09.17 <나비> - 손님 1
- 2016.09.24 <유성우 떨어지는 밤> - 지우
- 2016.10.22 <아버지를 찾아서> - 어린 형규/직원
- 2016.10.29 <아싸라비아, 천억만> - 여자 1
- 2016.11.05 <용필오빠 콘서트 가는길> - 고등이화
- 2016.11.19 <비를 동반한 눈> - 손님 1
- 2016.11.26 <별이 빛나는 밤에> - 누리
- 2016.12.03 <강남 마담쇠> - 어린 강철
- 2016.12.10 <종점> - 고은
- 2016.12.17 <내게 비트를 들려줘> - 여자 손님 1

##### 라디오 문학관(KBS 라디오)
- 2015.02.15 이만교 <표정 관리 주식회사> - 여고생
- 2015.03.01 윤성희 <휴가> - 민지
- 2015.03.08 김희선 <라면의 황제> - 서점 직원
- 2015.03.08 이장욱 <크리스마스 캐롤> - 신입 1
- 2015.04.26 최은영 <한지와 영주> - 여자 2
- 2015.05.10 최지애 <달콤한 픽션> - 여자 친구
- 2015.05.17 나경화 <쿙 쿙> - 점원
- 2015.05.24 송지현 <흔한, 가정식 백반> - 여주인
- 2015.05.31 윤고은 <불타는 작품> - 여자 성우
- 2015.06.07 정이현 <영영, 여름> - 아이 2
- 2015.06.14 손보미 <임시교사> - 여인 3
- 2015.07.12 윤이형 <러브 레플리카> - 스튜어디스
- 2015.07.19 김성중 <1973년 여름,베를린의 안개> - 포
- 2015.08.09 정민철 <귀로> - 여자 직원
- 2015.08.16 장우석 <파트너> - 지수
- 2015.08.23 양수련 <호텔마마> - 여제자
- 2015.09.06 조해진 <사물과의 작별> - 어린 나
- 2015.09.13 정소현 <어제의 일들> - 선미
- 2015.09.27 <장화 홍련 전> - 홍련
- 2015.10.04 이기호 <권춘찬과 착한 사람들> - 대학생 2
- 2015.10.25 최정화 <지극히 내성적인 살인의 경우> - 독자 1
- 2015.11.01 윤성희 <가볍게 하는 말> - 여민의 부인/아낙
- 2015.11.08 김나정 <어쩌다> - P
- 2015.11.22 천명관 <동백꽃> - 안내양
- 2015.12.06 김애란 <너의 이름은 어떠니> - 미희
- 2015.12.20 장성욱 <데피니션과 저스티스> - 비서
- 2016.01.24 김경주 <태엽> - 여인 1
- 2016.02.07 이수경 <자연사 박물관> - 담당자
- 2016.02.21 김현경 <핀 캐리> - 사촌
- 2016.02.28 이진원 <손님> - 손님 2
- 2016.03.06 장마리 <가족의 증명> - 초롱
- 2016.03.20 정도상 <장씨의 어떤 하루> - 연주
- 2016.03.27 사익찬 <전염 무반주> - E 엄마
- 2016.04.24 천명관 <퇴근> - 아이
- 2016.06.05 김경욱 <천국의 문> - 여직원
- 2016.06.12 이갑수 <T.O.P.> - 애기동자/윤아
- 2016.07.10 권여선 <충> - 란희
- 2016.07.24 조동선 <등패> - 아낙 1
- 2016.08.28 송시우 <좋은 친구> - 연경
- 2016.09.04 홍지화 <드라이아이스> - 딸
- 2016.10.09 김영하 <너를 사랑하고도> - 한샘
- 2016.10.30 정미경 <못> - 고양이
- 2016.11.13 문경민 <곰씨의 동굴> - 세령
- 2016.11.20 고은규 <오빠의 알레르기> - 은수의 여자 친구

##### 라디오 극장(KBS 라디오)
- 2015.03.01~2015.03.31 박지리 <양춘단 대학 탐방기> - 단역
- 2015.04.01~2015.04.30 정유정 <7년의 밤> - 단역
- 2015.06.01~2015.06.30 이창훈 <퇴계 이황이 된 고교 일진 라이언> - 단역
- 2015.09.01~2015.09.30 박하익 <선암여고 탐정단> - 단역
- 2015.10.01~2015.10.31 박수정 <프로젝트 S> - 단역
- 2015.12.01~2015.12.31 서진 <하트브레이크 호텔> - 202호
- 2016.01.01~2016.01.31 김휘 <해마도시> - 고객/여종업원
- 2016.02.01~2016.02.29 도진기 <가족의 탄생> - 유재연/아름
- 2016.03.01~2016.03.31 김려령 <가시고백> - 미연
- 2016.04.01~2016.04.30 정아은 <모던하트> - 지훈
- 2016.06.01~2016.06.30 홍부용 <아빠를 빌려 드립니다> - 진태/엄마 2/우주
- 2016.07.01~2016.07.30 장용민 <궁극의 아이> - 단역
- 2016.08.01~2016.08.31 김종일 <몸> - 단역(에피소드 1,7~9)
- 2016.09.01~2016.09.30 이혜린 <열정같은 소리 하고 있네> - 단역
- 2016.10.01~2016.10.31 김호연 <망원동 브라더스> - 홍팀장
- 2016.11.01~2016.11.30 <오버 더 힐 파티> - 정랑/여의사
- 2016.12.01~2016.12.31 김범 <공부해서 너 가져> - 학생 3/학생 선생/순영의 엄마/강사/학생
- 2017.02.01~2017.02.28 <붉은 꽃, 나혜석> - 여희

##### 소설극장(KBS 3라디오)
- 2015.01.17~2015.05.07 미겔 데 세르반테스 <돈 끼호테> - 단역
- 2015.05.08~2015.06.28 박민규 <죽은 왕녀를 위한 파반느> - 단역
- 2015.06.29~2015.08.15 프레드릭 배크만 <오베라는 남자> - 단역
- 2015.10.03~2015.11.26 이광수 <무정> - 단역
- 2015.11.27~2016.01.08 양귀자 <원미동 사람들> - 경주 어머니
- 2016.01.09~2016.02.24 이디스 워튼 <순수의 시대> - 메이
- 2016.02.25~2016.03.31 장경명 <표적> - 메리
- 2016.04.01~2016.05.19 김언수 <설계자들> - 여공
- 2016.05.20~2016.06.27 강태식 <굿바이 동물원> - 아내
- 2016.10.30~2016.12.09 이재익 <서울대 야구부의 영광> - 이슬

##### 내레이션
[KBS] KBS 평창 올림픽 특집방송 <생방송 평창> 소개 내레이션

### 게임
- 마피아42 - 영매, 연인(여)
- 원신 - 스커크